# Hari Kunzru
Hari Kunzru (Londres, 1969) es un novelista, editor y periodista free-lance inglés. Después de estudiar inglés en la Universidad de Oxford, se licenció en literatura y filosofía en la Universidad de Warwick.
Ha publicado relatos cortos en diversas revistas, recogidos en el volumen Noise (2005). Su primera novela, El transformista (2002), ganó los premios Betty Trask (2002), Somerset Maugham (2003) y quedó finalista en el Whitbread First novel Award (2002). En su segunda novela, Leila.exe (2004) explora el mundo de Arjun Mehta, un programador que consigue un trabajo en Silicon Valley que no resulta como había imaginado. Con este libro ganó el premio 'decibel' de los British Book Awards y el New York Times lo incluyó en su lista de libros notables del año. También fue reconocido por la revista Granta como uno de los mejores escritores de menos de cuarenta años. Sus obras plantean la inmigración, la pobreza o la erosión de los estándares democráticos como efectos de la globalización económica y cultural.
Como periodista colabora con publicaciones inglesas e internacionales, como The Guardian, Daily Telegraph, The Economist y Wired. Actualmente Kunzru es protector de la Comisión de Derechos Humanos de Guantánamo.

## Obra publicada
- 2003. The Impressionist. London: Penguin. ISBN 9780141034980, OCLC 953648874
- 2005. Noise. London: Penguin. ISBN 9780141023106, OCLC 835475787
- 2005. Transmission. London: Penguin. ISBN 9780141020952, OCLC 485832981
- 2007. My Revolutions. London: Penguin. OCLC 920237941
- 2011. Gods Without Men. London: Penguin. ISBN 9780307946973, OCLC 864345036
- 2013.  Memory Palace. London: V&A
- 2014. Twice Upon a Time: Listening to New York.  New York: Atavist
- 2017  White Tears, New York: Knopf ISBN 9781101973219, OCLC 989962274